# Stazione di Catania Ognina
La stazione di Catania Ognina è una fermata della linea ferroviaria Messina-Siracusa a servizio del quartiere omonimo. È posta a poca distanza dalla Circonvallazione di Catania nel tratto della II Circoscrizione.

## Storia
I lavori di costruzione ebbero inizio nel 2006, più a sud-ovest, dell'antica stazione di Catania Ognina.
La fermata è stata costruita in concomitanza con la costruzione del secondo binario del passante ferroviario di Catania; il fabbricato è costruito nella zona soprastante l'abitato del sobborgo marinaro di Ognina, a poca distanza dal porto Ulisse. È una delle stazioni del servizio ferroviario metropolitano di Catania. L'apertura, avvenuta il 18 giugno 2017, ha comportato la disattivazione della vecchia stazione Catania Ognina.

## Strutture e impianti
La stazione è posta tra lo sbocco della galleria di Ognina e il cavalcavia che sovrappassa il viale Ulisse (Circonvallazione di Catania). Il fabbricato viaggiatori è ad un livello ed è posto ad ovest rispetto al binario.
È dotata di due marciapiedi della lunghezza di 125 metri coperti da pensiline; un sottopasso pedonale consente l'accesso direttamente da via Fiume e dal parcheggio da 120 posti auto a cui si accede dalla via De Caro.

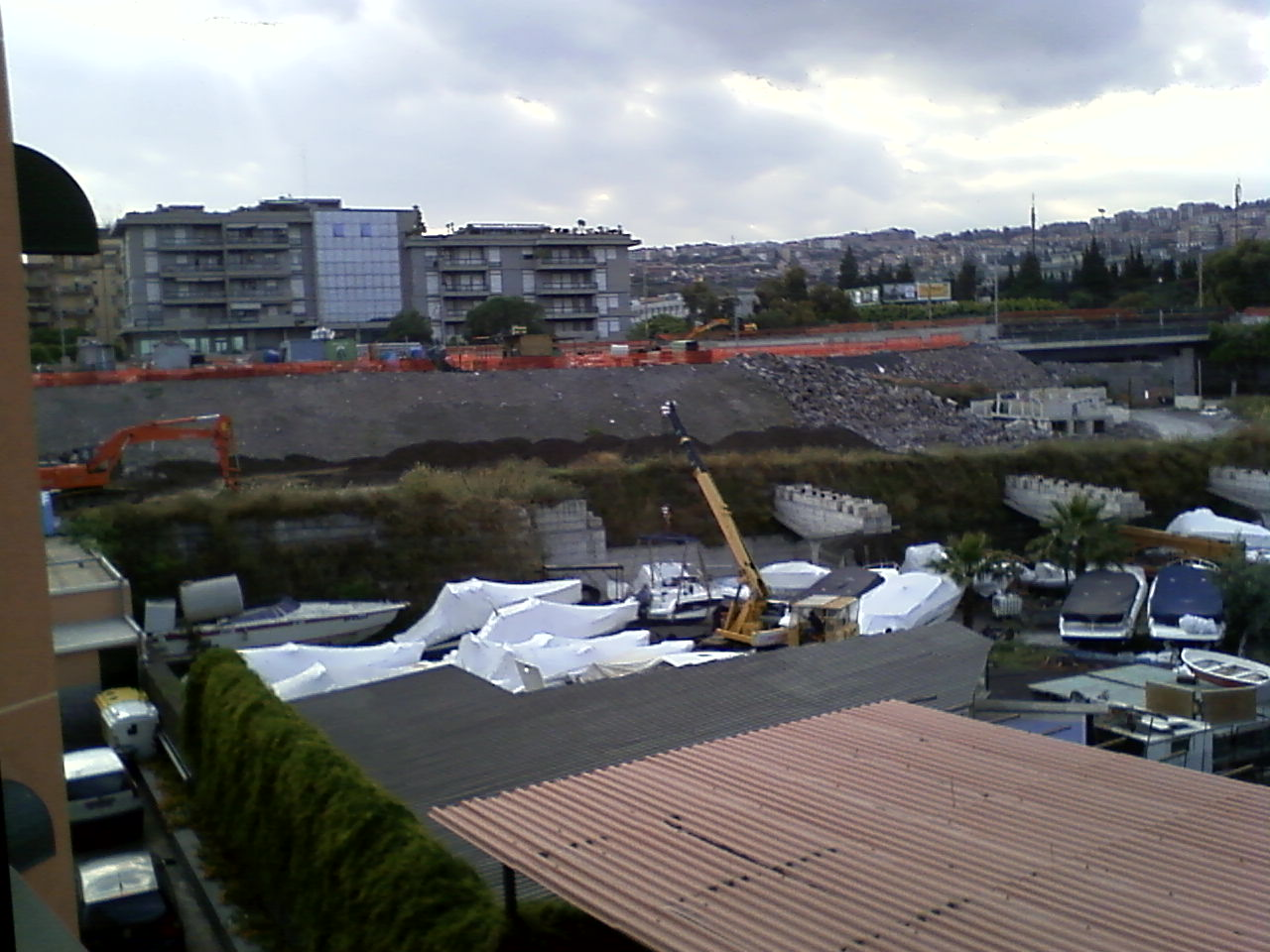
Il cantiere di costruzione della nuova stazione metropolitana Ognina nel 2011